# Anthonotha pynaertii
Anthonotha pynaertii är en ärtväxtart som först beskrevs av De Wild., och fick sitt nu gällande namn av Arthur Wallis Exell och Jean Olive Dorothy Hillcoat. Anthonotha pynaertii ingår i släktet Anthonotha och familjen ärtväxter. Inga underarter finns listade i Catalogue of Life.